# Aida Yasuaki
Aida Yasuaki est un nom japonais traditionnel ; le nom de famille (ou le nom d'école), Aida, précède donc le prénom (ou le nom d'artiste).
Aida Yasuaki (会田 安明), 10 février 1747 à Yamagata – 4 décembre 1817 à Edo à présent Tokyo, aussi connu sous le nom Aida Ammei, est un mathématicien japonais de l'époque d'Edo.
Il fait d'importantes contributions à la théorie des nombres et en géométrie, et développe les méthodes de simplification des fractions continues.
Aida créé un symbole original pour « égal ». Il s'agit de la première apparition d'une notation pour l'égalité en Asie de l'Est.

## Ouvrages (sélection)
Dans un aperçu statistique relatifs aux écrits par et sur Aida Yasuaki, OCLC / WorldCat recense environ 50 œuvres dans plus de 50 publications en 1 langue et + de 50 fonds de bibliothèque.
- 1784 - Shoyaku konʼitsujutsu (諸約混一術?) OCLC 22057343766
- 1785 - Kaisei sanpō (改精算法?) OCLC 22049703851, Contre-arguments avec seiyo sampō[2]
- 1787 - Kaisei sanpō kaiseiron (改精算法改正論?) OCLC 22056510030, Contre-arguments avec seiyo sampō, nouvelle édition[2]
- 1788 - Kaiwaku sanpō (解惑筭法?) OCLC 22056510044[2]
- 1797 - Sanpō kakujo (筭法廓如?) OCLC 22057185824[2]
- 1801 - Sanpō hi hatsuran (筭法非撥亂?) OCLC 22057185770[2]
- 1811 - Sanpō tensei-ho shinan (算法天生法指南, Introduction mathématique au Tensei-ho?)[2]